# Xã Lincoln, Quận Jasper, Missouri
Xã Lincoln (tiếng Anh: Lincoln Township) là một xã thuộc quận Jasper, tiểu bang Missouri, Hoa Kỳ. Năm 2010, dân số của xã này là 296 người.